# Colonna di Cristo

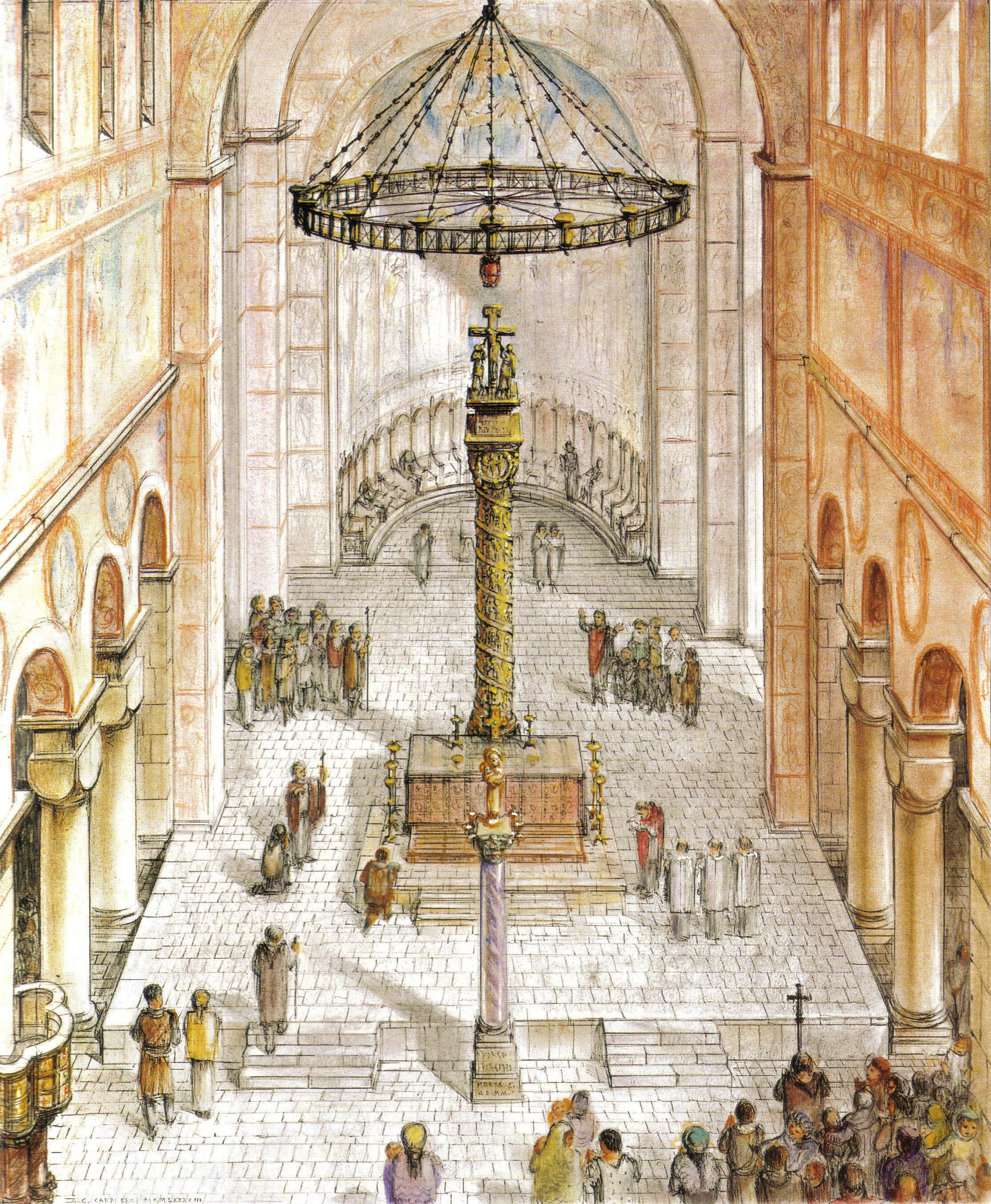
La Colonna di Cristo inSan Michele, prima del 1810 (ricostruzione di Carpiceci / Gallistl)

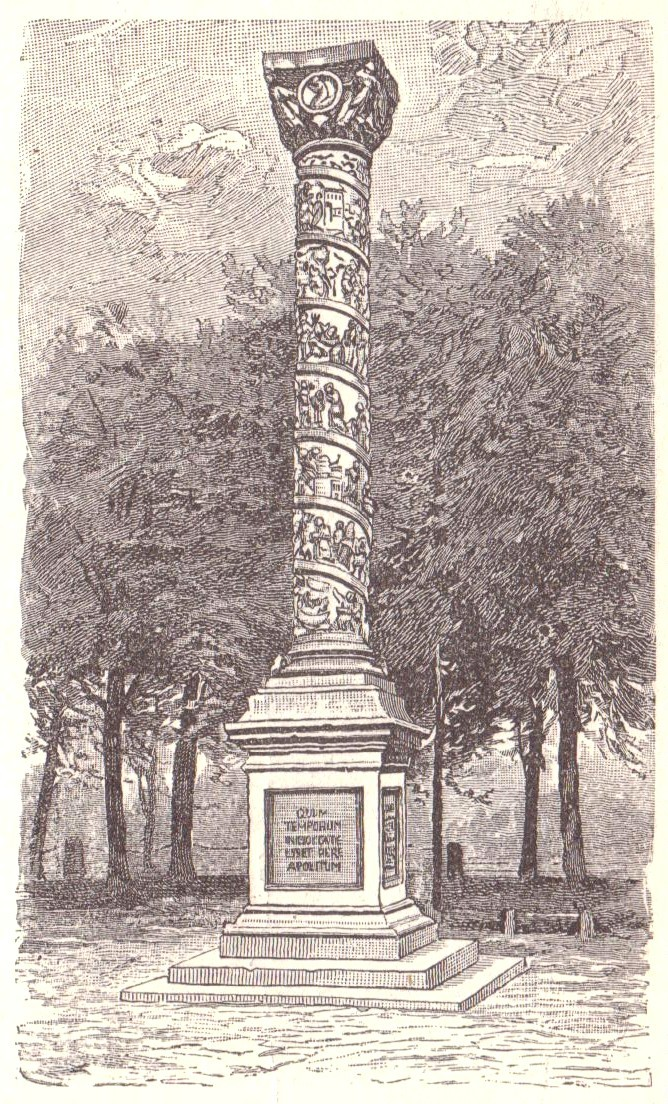
La colonna di Bernoardo nel Domhof della cattedrale (1810 – 1893)

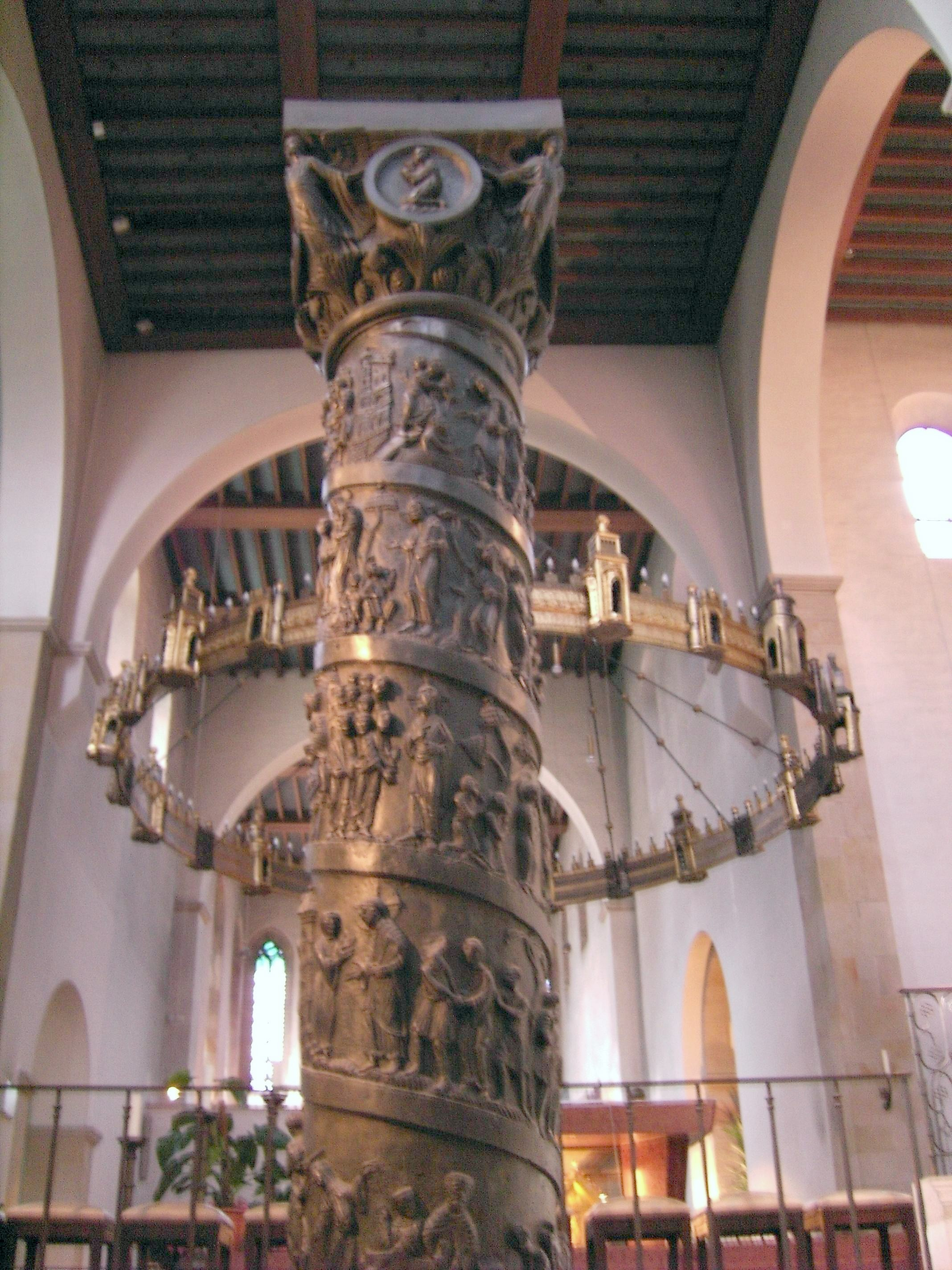
La colonna nella cattedrale, con il lampadario Hezilo sullo sfondo

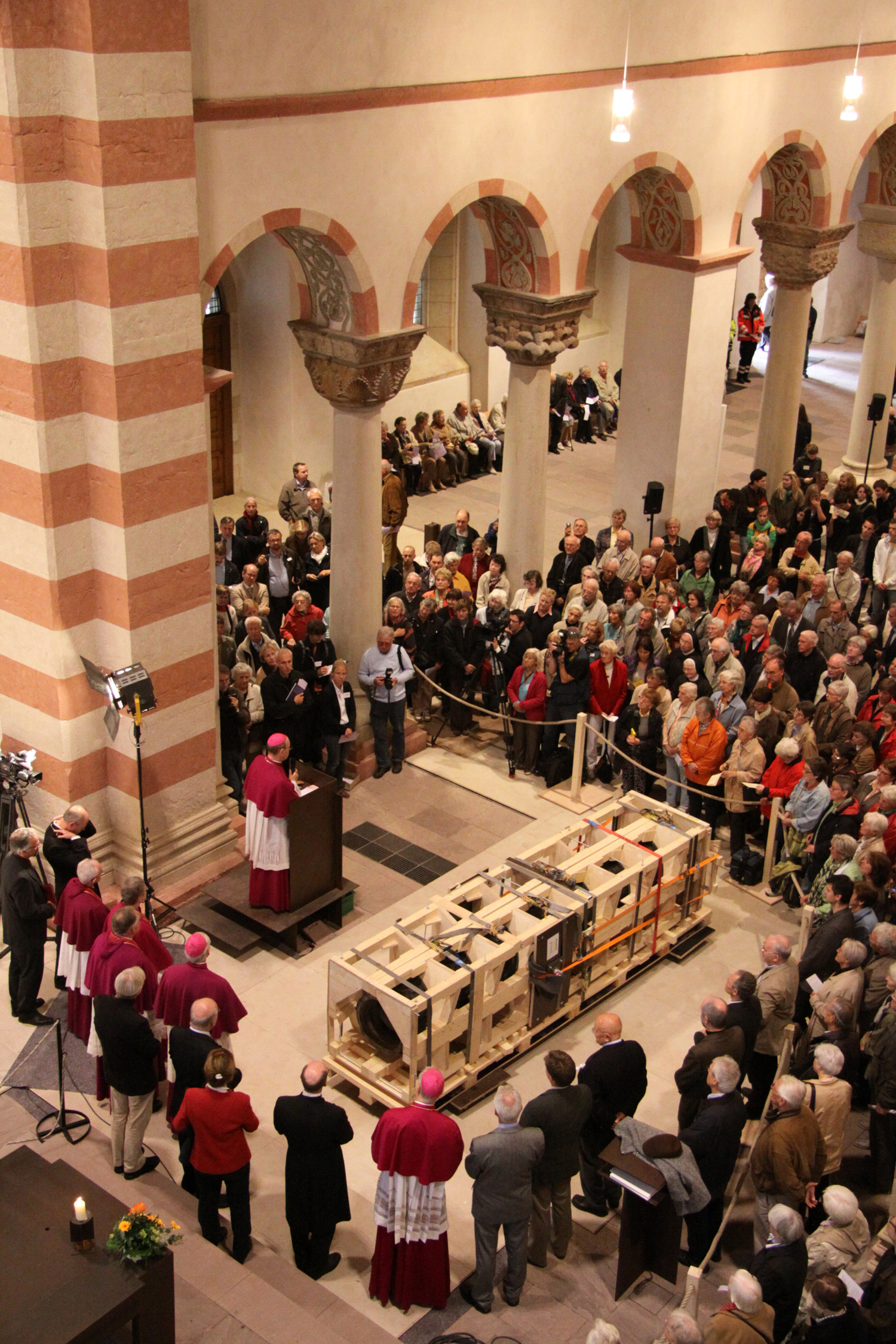
Cerimonia per l'ingresso della colonna in San Michele, 30 settembre 2009

La Colonna di Cristo (in tedesco Christussäule) o Colonna di Bernoardo (in tedesco Bernwardssäule) è una colonna romanica in bronzo, realizzata nell'XI secolo per la chiesa di San Michele a Hildesheim, in Germania, e considerata un capolavoro dell'arte ottoniana. Fu commissionato da Bernoardo, XIII vescovo di Hildesheim. Raffigura immagini della vita di Gesù, disposte ad elica similmente alla Colonna Traiana: in origine era sormontata da un crocifisso. Durante il XIX secolo fu trasferita nel piazzale della cattedrale di Hildesheim e poi nella cattedrale stessa. Durante il restauro della cattedrale dal 2010 al 2014, è stata riportata nella sua posizione originale in San Michele, ma è stata restituita alla cattedrale nell'agosto 2014.

## Storia e posizione originale
La Colonna di Bernoardo venne realizzata per chiesa di San Michele a Hildesheim, luogo di fondazione e di sepoltura del vescovo Bernoardo. Inizialmente si trovava nel coro orientale, dietro l'altare, sormontata da una croce trionfale. Questa collocazione sotto l'arco di trionfo è stata proposta da Gallistl utilizzando le fonti letterarie e confermata nel 2006 da scavi. Inoltre, una colonna di marmo rivestita di rame si trovava davanti all'altare, la cui pietra proveniva dal Mediterraneo orientale e, secondo fonti successive, era un dono dell'imperatore Ottone III a Bernoardo.
L'altare era equiparato alla tavola delle offerte nella sala anteriore del Tempio di Salomone, anch'essa posta tra due colonne (Boaz e Jachin). Un grande lampadario a ruota, forse ulteriore dono di Ottone III a Bernoardo, era sospeso sopra la colonna fino al 1662, con una brocca di porfido al centro che si diceva provenisse dal banchetto delle Nozze di Cana. Questa disposizione di una colonna sormontata da una croce, un altare e un lampadario a ruota è stata modellata sulla chiesa del Santo Sepolcro, che era anche equiparata alla sala anteriore del Tempio di Salomone. Inoltre, la distanza di circa 42 metri tra la posizione originale della colonna e la tomba di Bernoardo nella cripta occidentale di San Michele corrispondeva alla distanza tra la Rotonda della Resurrezione e il Golgota nella chiesa del Santo Sepolcro, secondo i rapporti dei pellegrini.
Nel 1544, durante il caos della Riforma protestante a Hildesheim, la croce in cima alla colonna fu rimossa dagli iconoclasti. Il crocifisso venne fuso e il materiale riutilizzato per realizzare un cannone, il che fa pensare che fosse di dimensioni considerevoli. Dopo la demolizione del coro est di San Michele nel 1650 e il conseguente crollo della crociera est, anche il capitello della colonna, che "pesava circa cento libbre", venne fuso e sostituito da un capitello in legno di identica forma e dimensione, destinato a nascondere la sostituzione. Un'incisione di Johann Ludwig Brandes (1730) indica che era decorato con figure. Poiché i capitelli figurativi di questo tipo sono attestati solo a partire dal XII secolo, è stato suggerito che neppure il capitello fuso nel Seicento fosse l'originale bernoardiano, e che questo originale venne sostituito durante i lavori di ristrutturazione della chiesa del chiostro nella seconda metà del XII secolo. Il resto della colonna non venne negli anni successivi, nonostante il suo valore come materia prima, a causa del suo antico significato come reliquia di contatto, poiché si credeva fosse stata realizzata personalmente da san Bernoardo.
Nel 1810, dopo la secolarizzazione del chiostro cattolico (1803) e l'abolizione della parrocchia protestante di San Michele (1810), la colonna fu rimossa su iniziativa privata dei funzionari della diocesi e installata a nord del Domhof, il cortile tra la cattedrale e la casa del vescovo. Nel 1870 lo scultore locale Karl Küsthardt realizzò per la colonna un nuovo capitello in bronzo, che doveva imitare il precedente in legno o un'illustrazione di esso e indirettamente mantenere l'aspetto del vecchio capitello di bronzo. Nel 1893 la colonna fu trasferita all'interno della cattedrale.
Il 30 settembre 2009 è stata ricollocata in San Michele per i lavori di ristrutturazione della cattedrale, che si sono protratti fino all'agosto 2014, quando gli è stata restituita.

## Descrizione
La Colonna di Cristo è alta 3,79 metri e ha un diametro di 58 centimetri. Si tratta di una colonna trionfale concepita da Bernoardo come imitazione cosciente della Colonna Traiana e della Colonna di Marco Aurelio a Roma. Così come le due colonne romane raffigurano le gesta militari dell'Imperatore in un fregio a spirale verso l'alto, così la colonna di Bernoardo raffigura le azioni pacifiche di Cristo, che iniziano con il suo battesimo al Giordano e terminano con il suo ingresso trionfale a Gerusalemme.
La colonna è significativa per la vitalità del rilievo figurale, insolito per l'epoca. Il rilievo completa la porta di Bernoardo, pure in bronzo, arricchita da rilievi che raffigurano la Natività, la Passione e la Risurrezione di Gesù. Entrambe le opere, come il resto del programma artistico e architettonico di Bernoardo, riflettono i suoi sforzi per elevare la sua sede nella posizione di una Roma settentrionale nel contesto di un rinnovato Impero romano cristiano della dinastia ottoniana, oltre che per enfatizzare Cristo come modello di giustizia e regalità divina per i governanti. Per questo motivo viene dato molto spazio all'esecuzione di Giovanni Battista da parte del debole e ingiusto re Erode Antipa.

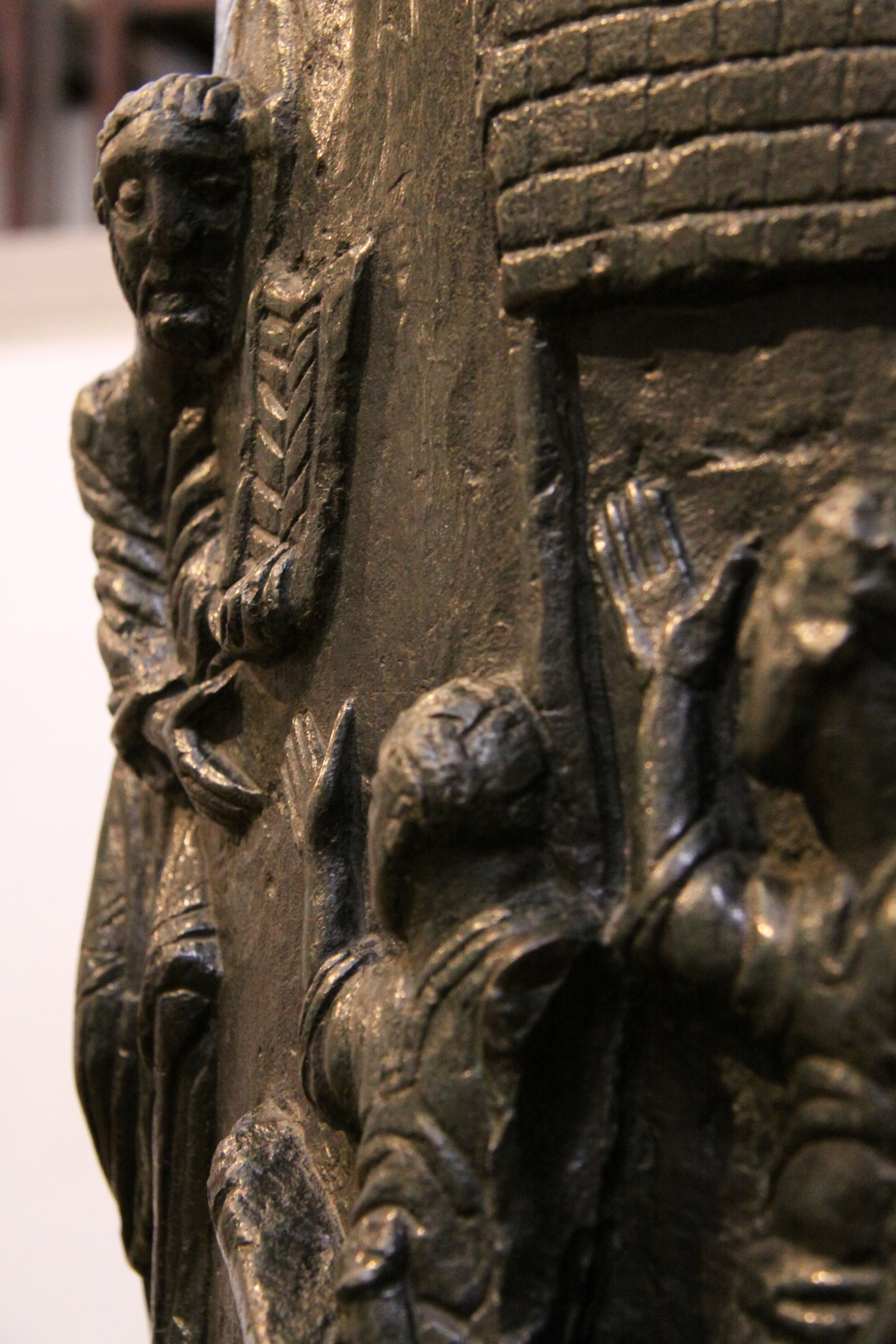
Vocazione degli apostoli Giacomo e Giovanni
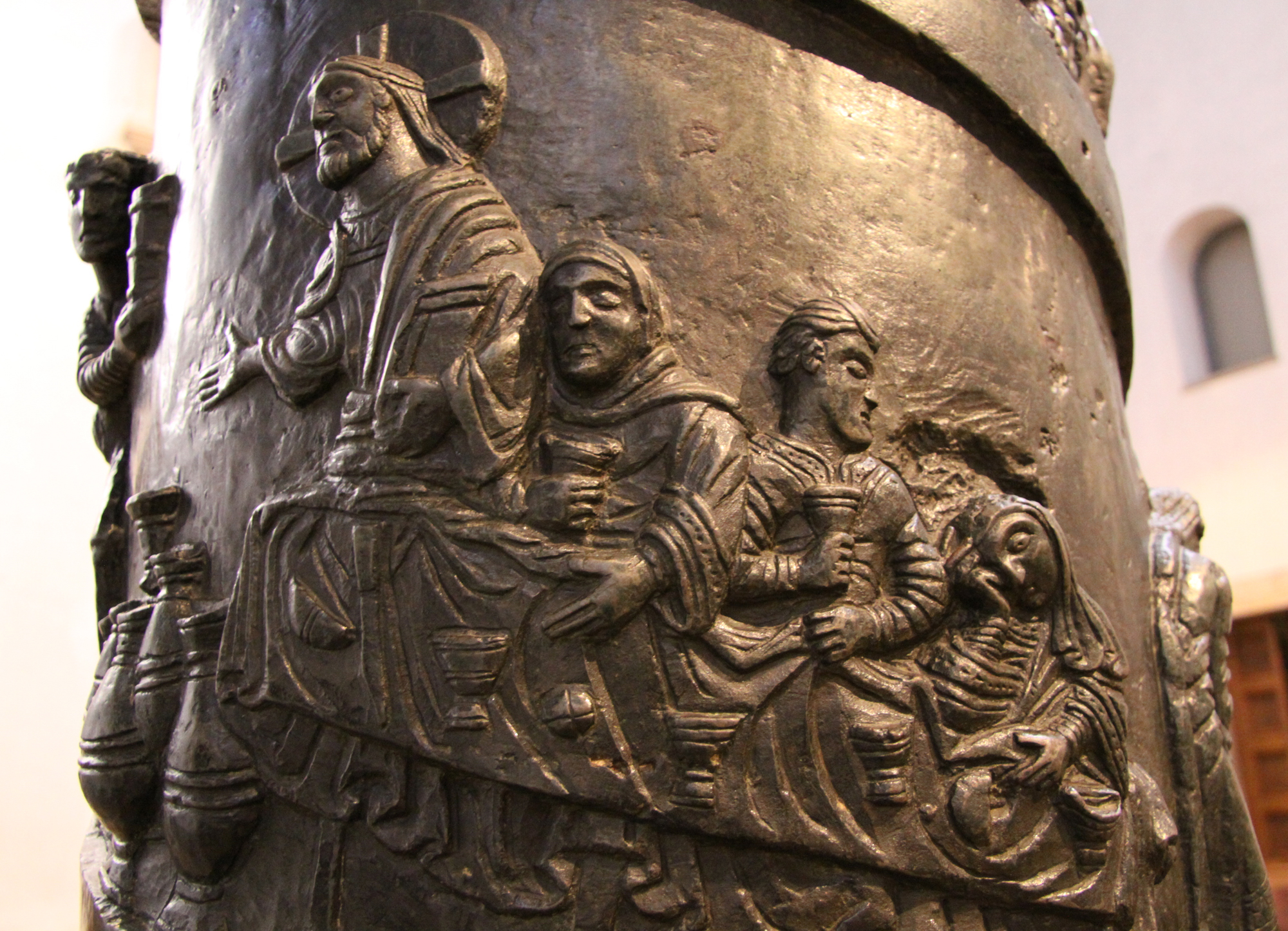
Le nozze di Cana
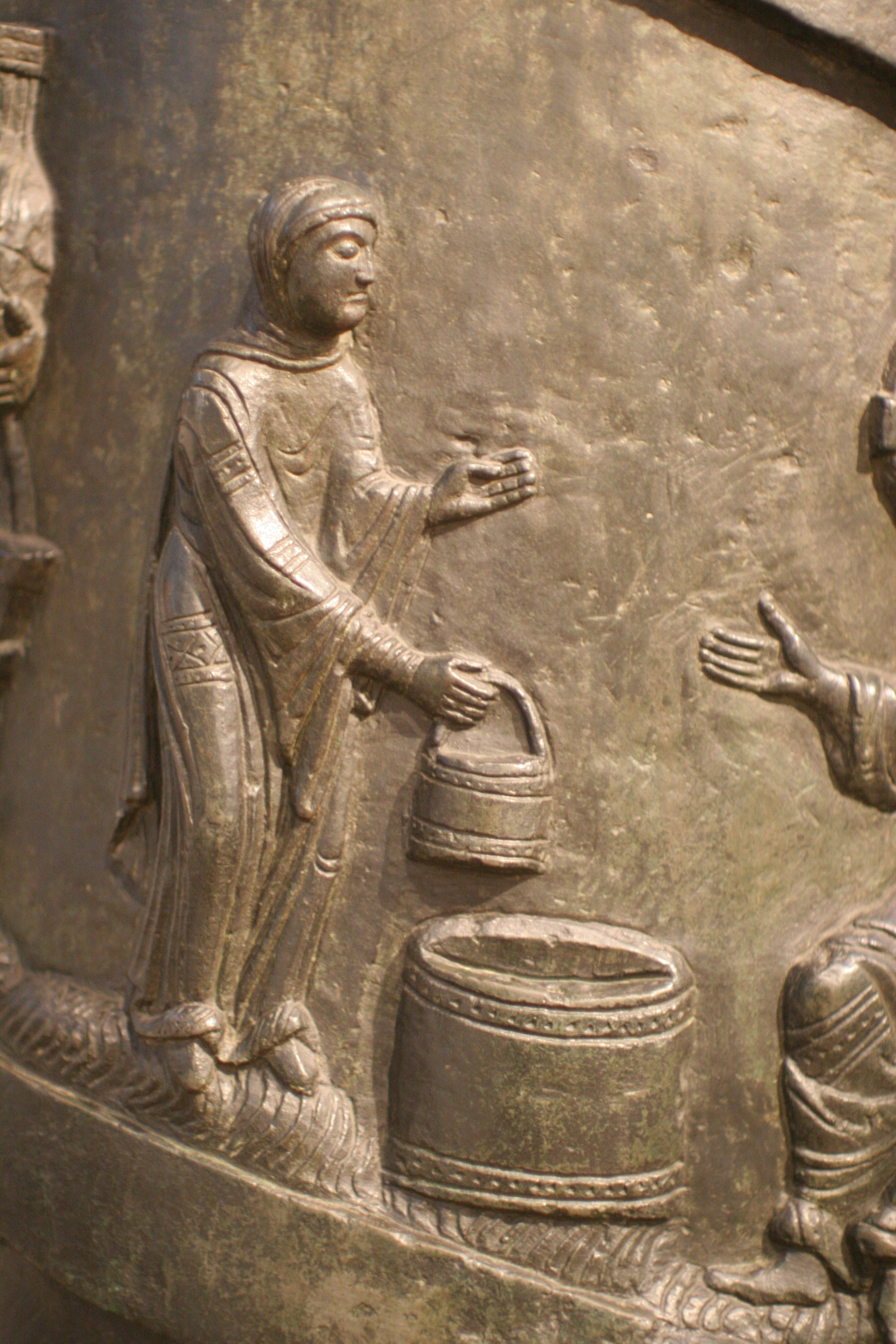
La donna samaritana al pozzo
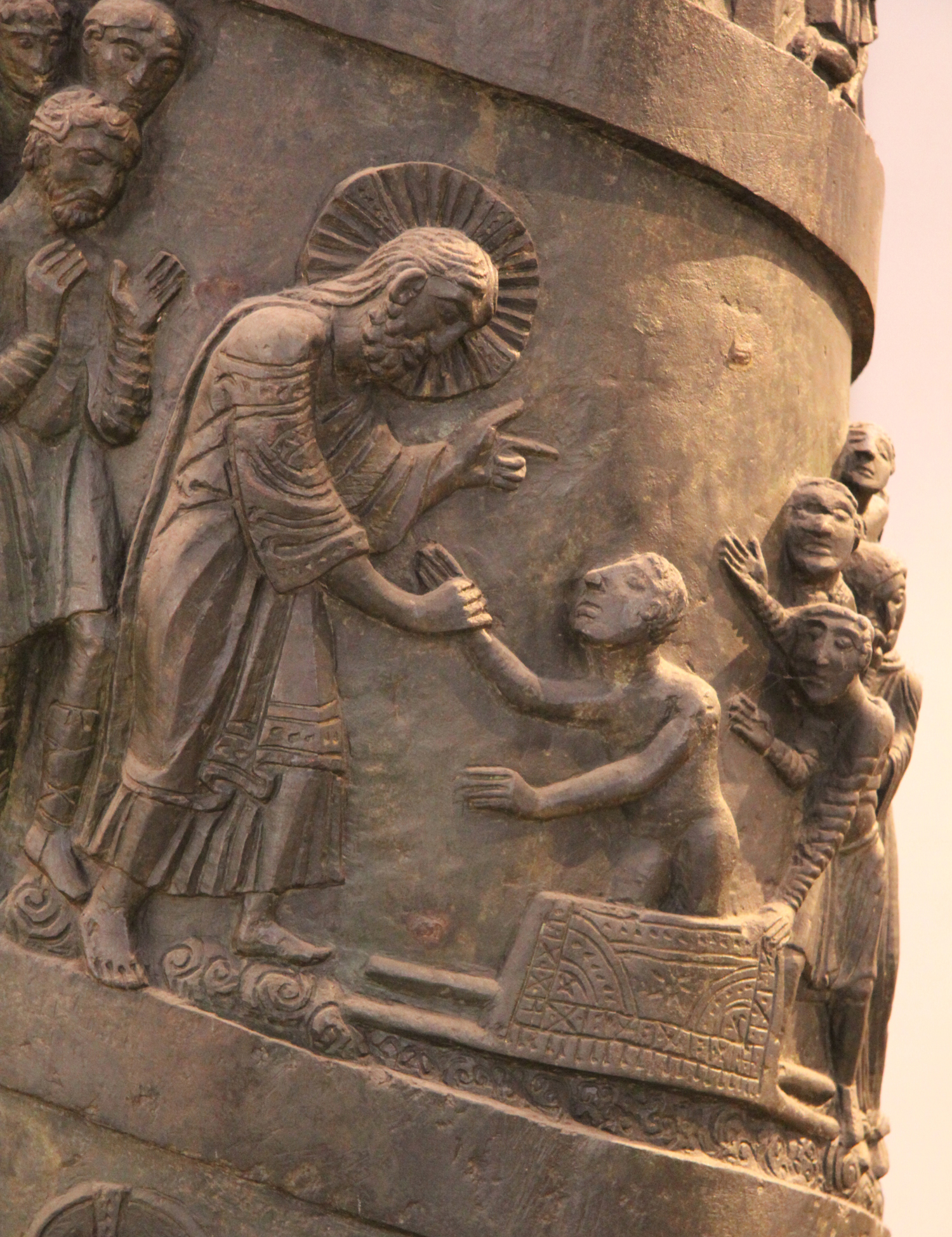
Resurrezione del figlio della vedova di Nain

Di seguito, le singole scene bibliche sulla colonna di Bernoardo, dal basso verso l'alto:
- Il Battesimo di Gesù di Giovanni Battista al Giordano ( 3[9], 1[10], 3[11] )
- Tentazione di Cristo ( 4[12], 4[13] )
- La vocazione di Simon Pietro e Andrea ( 4[14], 1[15] ),
- La chiamata dei soni di Zebedeo ( Giacomo e Giovanni ) ( 4[16], 1[17] )
- Le nozze di Cana 2[18]
- Gesù purifica un lebbroso ( 8[19], 1[20], 5[21] )
- Incerto:
  - Brandt: Confessione di Pietro[22] ( 16[23], 827-30[24], 9[25] )
  - Gallistl: Missione dei dodici[26] ( 10[27], 6[28], 9[29] )
  - Meno probabile: incarico dei Dodici Apostoli ( 10[30], 3[31], 6[32] )
- La Samaritana al pozzo 4[33]
- L'ammonimento di Giovanni Battista di Erode Antipa ed Erodiade ( 14[34] , 6[35] , 3[36] )
- Arresto di Giovanni Battista ( 14[37], 6[38] , 3[39] )
- La danza di Salomè e la decapitazione di San Giovanni Battista ( 14[40], 6[41], 9[42] )
- Gesù guarisce la donna sanguinante e la resurrezione della figlia di Giairo ( 9[43], 5[44], 8[45] )
- Guarigione del cieco di Betsaida 8[46]
- Gesù e la donna presi in adulterio 8[47]
- Risurrezione del figlio della vedova di Nain 7[48]
- La trasfigurazione di Gesù sul monte Tabor ( 17[49], 9[50], 9[51] )
- Incerto:
  - Brandt: Little Commission[52] 10[53]
  - Gallistl: Discorso sulla contaminazione[54] ( 15[55], 7[56] )
- Parabola del ricco e di Lazzaro - Lazzaro alla tavola del ricco 16[57]
- Parabola del ricco e di Lazzaro - Il ricco all'Inferno e il povero nel seno di Abramo 16[58]
- Gesù e Zaccheo 19[59]
- Maledizione contro il fico ( 21[60], 11[61] )
- Incerto:
  - Brandt: Guarigione dei due ciechi in Galilea[62] 20[63]
  - Gallistl: Guarigione dei malati di Genesaret[64] ( 14[65], 6[66] , 6[67] )
- Gesù salva l'affondamento Pietro 14[68]
- Incerto:
  - Brandt: L'alimentazione dei 5.000[69] ( 14[70], 6[71], 9[72], 6[73] )
  - Gallistl: L'alimentazione dei 4.000[74] 15[75]
- Maria e Marta, le sorelle di Lazzaro, davanti a Gesù 11[76]
- Resurrezione di Lazzaro 11[77]
- Unzione di Gesù ( 26[78], 14[79], 12[80] )
- L'ingresso trionfale di Gesù a Gerusalemme ( 21[81], 11[82], 19[83], 12[84] )

## Significato liturgico
Un indicatore importante del significato liturgico della Colonna di Cristo è la sua posizione originale sull'asse centrale di San Michele, vicino all'altare, dove veniva distribuita la comunione e dove il sacramento era conservato. Nei rilievi viene sottolineata l'importanza dei vangeli nella Domenica delle Palme, che potrebbe essere collegata alle riforme cluniacensi. I riferimenti ai riti quaresimali e penitenziali, che si ritrovano anche nell'immaginario della porta di Bernoardo, lo supportano.

## Calco
Dal 1874 esiste un calco in gesso della colonna al Victoria and Albert Museum di Londra, acquistato per 18 sterline da un certo F. Künsthardt.